# Río Garbanza
Der Río Garbanza ist ein etwa 47 km langer linker Nebenfluss des Río Huallaga in Zentral-Peru in der Provinz Huánuco in der Region Huánuco.

## Flusslauf
Den Ursprung des Río Garbanza bildet der Bergsee Laguna Pergaycocha im Nordwesten des Distrikts Santa María del Valle. Dieser liegt auf einer Höhe von etwa 4170 m im Osten der peruanischen Zentralkordillere. Der Río Garbanza durchquert im Oberlauf die Bergseen Laguna Matacocha und Laguna Chontacocha in südöstlicher Richtung. Zwischen den Flusskilometern 41 und 32 fließt er in südlicher Richtung. Auf den folgenden 14 Kilometern fließt er nach Südosten und schließlich in überwiegend östlicher Richtung. Bei Flusskilometer 12 befindet sich am südlichen Flussufer die größere Ortschaft San Sebastian de Quera. Der Río Garbanza nimmt 9 Kilometer oberhalb der Mündung noch einen größeren Nebenfluss von Norden auf und erreicht schließlich gegenüber von Santa María del Valle den Río Huallaga.

## Einzugsgebiet
Der Río Garbanza entwässert ein Areal von 440 km². Das Einzugsgebiet erstreckt sich über den Nordteil des Distrikts Santa María del Valle. Kleine Teile der Distrikte Quisqui und Huánuco werden zusätzlich vom Río Garbanza entwässert. Das Einzugsgebiet des Río Garbanza grenzt im Südwesten an das des Río Higueras, im Westen an das des oberen Río Marañón, im  Norden an das des Río Jarahuasi sowie im Nordosten an das des Río Chinobamba.